# Somerville, Texas
Somerville là một thành phố thuộc quận Burleson, tiểu bang Texas, Hoa Kỳ. Năm 2010, dân số của xã này là 1376 người.

## Dân số
- Dân số năm 2000: 1704 người.
- Dân số năm 2010: 1376 người.